# 오다지마 료
오다지마 료(일본어: 小田島 怜, 1996년 6월 10일~)는 일본의 축구 선수이다.

## 구단 경력
그는 2019년 J3리그의 SC 사가미하라에 입단했다. 2020년 일본 풋볼 리그의 이와키 FC로 이적했다. 2021년 일본 풋볼 리그 우승으로 J3리그로 승격했다. 2023년 오키나와 SV로 이적했다.